# خيسوس خيمينيز زامورا
خيسوس خيمينيز زامورا (بالإسبانية: Jesús Jiménez Zamora)‏ (و. 1823 – 1897 م) هو سياسي من كوستاريكا .
تولى منصب قائمة رؤساء كوستاريكا .